# 朱廷瑞
朱廷瑞，字增城，安徽歙县人，清朝政治人物、同进士出身。

## 生平
崇祯九年（1636年）中举，順治四年（1647年），登进士，后授福清县知县，任內招抚流亡，营缮城堡，劝课农桑，与民休息，政績卓然，后升任禮部。